# Yuan Zai
Yuan Zai (元載) (713 - 10 de maio de 777), nome de cortesia Gongfu (公輔), formalmente Duque Huang de Yingchuan (潁川荒公) e depois Duque Chengzong de Yingchuan (潁川成縱公), Duque Zhong de Yingchuan (潁川忠公), foi um economista, historiador, juiz e político chinês durante a Dinastia Tang, servindo como um chanceler durante os reinados do Imperador Suzong e do Imperador Daizong, tornando-se particularmente poderoso durante o meio do reinado do Imperador Daizong. Ele foi considerado muito capaz como oficial, mas também traiçoeiro e corrupto. Seu comportamento eventualmente esgotou a paciência do Imperador Daizong, e ele foi preso e executado.

## Início de vida
Yuan Zai nasceu em 713, e era sabido que sua família era da Prefeitura de Qi (岐州, na moderna Baoji, Shaanxi). O nome de seu pai era originalmente (景昇). Jing Sheng tornou-se o gerente de propriedade da Princesa Yuan, esposa de Li Ming (李明), o Príncipe de Cao, filho do Imperador Taizong da Dinastia Tang. Ele a serviu bem e, a seu pedido, Jing Sheng mudou seu sobrenome para Yuan. Yuan Zai perdeu seu pai cedo na vida, e dizia-se que em sua juventude, ele era estudioso e inteligente, especialmente versado nos escritos taoístas. Ele era tão pobre que foi às exames locais (um passo pré-requisito para os exames imperiais) a pé, e repetidamente falhou em avançar nos exames.

## Durante o reinado do Imperador Xuanzong
No início da era Tianbao (742–756) do Imperador Xuanzong, este começou a favorecer o Taoísmo e programou um exame especial para estudiosos bem versados no Zhuangzi, Laozi, Liezi, e Wenzi. Yuan Zai se saiu bem nesse exame especial e foi nomeado xerife do Condado de Xinping (新平, na moderna Xianyang, Shaanxi). Quando o censor imperial Wei Yi (韋縊) foi encarregado de selecionar oficiais do Circuito Qianzhong (黔中, aproximadamente moderno Guizhou e oeste de Hunan), ele convidou Yuan para ser seu assistente. Depois que Yuan se tornou mais conhecido, foi promovido a Dali Pingshi (大理評事), um secretário na corte suprema (大理寺, Dali Si). Mais tarde, quando o oficial Miao Jinqing serviu como o oficial encarregado da capital oriental Luoyang, ele também convidou Yuan para ser seu assistente. Após esse mandato de serviço, Yuan se tornou Dali Sizhi (大理司直), um juiz júnior na corte suprema.

## Durante o reinado do Imperador Suzong
Em 755, o general An Lushan rebelou-se no Circuito de Fanyang (范陽, sediado na atual Pequim) e estabeleceu seu próprio estado de Yan, lançando o reino Tang em um estado de guerra e confusão. Yuan Zai fugiu para a região ao sul do Rio Yangtze durante a guerra. Li Xiyan (李希言), o inspetor do Circuito de Jiangdong (江東, ou seja, a região sudeste do Yangtze), nomeou Yuan como seu vice e prefeito da Prefeitura de Hong (洪州, na atual Nanchang, Jiangxi). Depois que o filho e sucessor do Imperador Xuanzong, Imperador Suzong, reconquistou a capital Chang'an e Luoyang das forças de Yan, Yuan foi chamado de volta ao governo imperial para servir como funcionário júnior no ministério do censo (戶部, Hubu). Quando encontrou o Imperador Suzong, este ficou impressionado com sua capacidade de pensar rápido e lhe atribuiu várias responsabilidades - vice-ministro do censo (戶部侍郎, Hubu Shilang), vice-chefe censor imperial (御史中丞, Yushi Zhongcheng) e diretor de assuntos financeiros da região do rio Yangtze-Huai. Acreditando que a região do Yangtze-Huai ainda era comparativamente rica em relação ao resto do reino, Yuan tributou a região pesadamente para reabastecer os tesouros imperiais, às vezes taxando até 80% a 90% dos bens das pessoas, o que levou a muitas fugas e banditismo na região.
Enquanto isso, Yuan iniciou uma estreita associação com o poderoso eunuco Li Fuguo, através da esposa de Li Fuguo, a Lady Yuan,  que era parente do clã de Yuan Zai. Em 762, por recomendação de Li Fuguo, Yuan foi nomeado prefeito do município especial que incluía Chang'an, o Município de Jingzhao (京兆). Yuan então encontrou Li Fuguo e recusou seriamente o cargo - e Li Fuguo entendeu isso como significando que ele queria um cargo mais alto do que ser prefeito de Jingzhao. No dia seguinte, quando o chanceler Xiao Hua foi removido de seu cargo, Yuan recebeu a designação de Tong Zhongshu Menxia Pingzhangshi (同中書門下平章事), tornando-o um chanceler de facto. Ele também continuou a cuidar dos assuntos financeiros.

## Durante o reinado do Imperador Daizong
O Imperador Suzong morreu ainda naquele ano, e após uma luta sangrenta entre a esposa do Imperador Suzong, Imperatriz Zhang, e Li Fuguo (na qual a Imperatriz Zhang e um filho do Imperador Suzong, Li Xi (李係) o Príncipe de Yue, foram mortos), o filho de Suzong e príncipe herdeiro Li Yu tornou-se imperador (como Imperador Daizong). Por um tempo, Li Fuguo teve ainda mais poder do que antes. Yuan Zai continuou a servir como chanceler e, sabendo que Li Fuguo ressentia Xiao Hua (a quem culpava por bloquear seu caminho para o chanceler), Yuan fez falsas acusações contra Xiao, levando ao exílio de Xiao. Yuan logo foi feito Zhongshu Shilang (中書侍郎), o vice-chefe do departamento legislativo do governo (中書省, Zhongshu Sheng), e continuou a servir como chanceler. Ele também foi criado Visconde de Xuchang. Em 763, durante um ataque surpresa das forças do Império Tibetano contra Chang'an (o que forçou o Imperador Daizong a fugir para a Prefeitura de Shan (陝州, na moderna Sanmenxia, Henan), o Imperador Daizong fez do general Guo Ziyi o comandante supremo das forças Tang na região de Guanzhong e fez de Yuan o conselheiro militar de Guo. Quando o Imperador Daizong retornou a Chang'an naquele ano, o oficial Yan Zhenqing propôs que ele fizesse sacrifícios nos túmulos ancestrais e no templo imperial primeiro, antes de retornar ao palácio. Yuan recusou-se a endossar a proposta de Yan, e Yan, exasperado, afirmou: "Como você, chanceler, continua a prejudicar o governo?" Isso levou Yuan a ressentir-se de Yan. Enquanto isso, quando o Imperador Daizong removeu Miao Jinqing e Pei Zunqing de seus cargos de chanceler após retornar a Chang'an, dizia-se que Yuan tornou-se ainda mais poderoso. Ele subornou o eunuco assistente de corte de Dong Xiu (董秀) do Imperador Daizong e teve seu subordinado Zhuo Yingqian (卓英倩) atuar como intermediário para Dong. Através de Dong e Zhuo, ele foi capaz de manter um olhar atento sobre as opiniões do Imperador Daizong e de concordar de perto com as opiniões do Imperador Daizong, atraindo assim maior favor do imperador. Como ele achava os assuntos financeiros muito avassaladores para ele lidar além das responsabilidades de chanceler, ele transferiu seus deveres financeiros para seu amigo Liu Yan. Dizia-se que, nesse ponto, Yuan estava excessivamente poderoso, e sua esposa, Lady Wang (filha do falecido general Wang Zhongsi) e seus filhos estavam abusando do poder. Enquanto isso, embora Li Fuguo (que foi assassinado no final de 762 por ordens do Imperador Daizong, provavelmente com a assistência de Yuan) e Cheng Yuanzhen tenham sido sucessivamente removidos, Yu Chao'en tornou-se um eunuco poderoso, e ele e Yuan não se davam bem um com o outro, e embora os dois não disputassem abertamente um com o outro, nos próximos anos, a luta pelo poder entre eles seria uma forte corrente subterrânea na política da corte Tang.
Em 765, quando o Império Tibetano enviou emissários para propor paz com Tang, o Imperador Daizong fez com que Yuan e o colega chanceler Du Hongjian se encontrassem com eles para jurar paz.
Em 766, com Yuan sendo muito poderoso e temendo que as pessoas apresentassem acusações secretas ao Imperador Daizong contra ele, ele propôs que antes que os funcionários pudessem enviar cartas ao imperador, eles deveriam primeiro receber aprovação de seus superiores - esperando assim cortar essa via de envio de acusações secretas. Yan, então ministro da justiça, se opôs veementemente, apontando que isso levaria ao surgimento de outro Li Linfu - que usou métodos semelhantes para bloquear críticas contra ele durante seu serviço como chanceler do Imperador Xuanzong. Yuan, já ressentido com Yan, acusou Yan de difamação e o exilou. Mais tarde naquele ano, quando Yu, durante uma palestra sobre o I Ching, tentou satirizar os chanceleres falando sobre como um ding (um grande vaso de cozinha frequentemente usado para simbolizar o chanceler) se viraria se desequilibrado, o colega chanceler de Yuan Wang Jin, ficou visivelmente enfurecido, mas Yuan permaneceu calmo e agradável, levando Yu a comentar: "É comum o alvo ficar com raiva, mas aquele que permanece sorrindo precisa ser observado ainda mais atentamente."
Até 767, dizia-se que o Imperador Daizong, Yuan, Wang e Du eram todos devotos do Budismo, sendo Wang particularmente dedicado. Com o imperador e os chanceleres liderando o caminho, a população também era em grande parte devotamente budista - tanto que a energia do governo e do povo era gasta em adoração, não em assuntos do estado.
Em 768, com o Império Tibetano continuando a realizar incursões anuais, Yuan elaborou uma solução - pois ele acreditava que naquela época, o único grande exército na fronteira tibetana, comandado pelo general Ma Lin (馬璘), era inadequado para se defender contra os ataques tibetanos. Ele propôs que o exército de Ma fosse transferido de Bin (邠州, na moderna Xianyang) e Ning (寧州, na moderna Qingyang, Gansu) para a Prefeitura de Jing (涇州, na moderna Pingliang, Gansu), enquanto o exército mais forte sob o comando de Guo, então em Hezhong (河中, na moderna Yuncheng, Shanxi), fosse transferido para a Prefeitura de Bin. Para aliviar os temores de que as prefeituras fronteiriças, então abandonadas pelas guerras com as forças tibetanas, seriam inadequadas para suprir esse grande exército, Yuan se comprometeu a enviar receitas das prefeituras do interior para supri-lo. Enquanto isso, ele tentou semear sementes de suspeita entre Guo e Yu, mas não conseguiu.
Em 769, com a morte de Du, Yuan recomendou um antigo superior, o oficial sênior Pei Mian, que também o recomendara antes, para ser chanceler. No entanto, Pei morreria logo depois.
Em 770, com a paciência do Imperador Daizong em relação ao controle de Yu sobre as guardas imperiais - com o qual Yu conseguia dominar a região de Chang'an - finalmente se esgotando, Yuan secretamente conferiu com o Imperador Daizong e o persuadiu a agir contra Yu. Yuan subornou dois associados próximos de Yu - o comandante da guarda Zhou Hao (周皓) e o general Huangfu Wen (皇甫溫) - e conseguiu obter pleno controle das atividades de Yu. Na primavera de 770, por sugestão de Yuan, o Imperador Daizong realizou várias manobras destinadas a serem prelúdios para eliminar Yu - transferindo o general Li Baoyu de ser o governador militar (Jiedushi) do Circuito de Fengxiang (鳳翔, sediado em Baoji moderna) para o Circuito de Shannan Oeste (山南西道, sediado em Xi'an, Shaanxi, a sudoeste de Chang'an), enquanto transferia Huangfu, então o governador militar do Circuito de Shan (sediado em Sanmenxia moderna) para Fengxiang - enquanto aliviava as suspeitas de Yu transferindo o controle de quatro condados perto de Chang'an para as guardas imperiais, sob o comando de Yu. (A intenção de Yuan era que, quando Huangfu chegasse a Chang'an, usasse seus soldados contra Yu.) Logo, quando Huangfu chegou a Chang'an, Yuan armou uma armadilha para Yu com os soldados de Huangfu e Zhou, e em uma reunião secreta entre o Imperador Daizong e Yu, Yuan e o Imperador Daizong agiram e mataram Yu.
Após a morte de Yu, Yuan tornou-se ainda mais poderoso e corrupto. Ele também se tornou extremamente confiante em suas próprias habilidades e vivia luxuosamente, além de seus meios. Com Yang Wan, o vice-ministro dos assuntos civis do serviço público, não disposto a se curvar aos seus desejos na determinação das comissões oficiais, ele nomeou Yang como diretor da universidade imperial e o substituiu por um oficial corrupto, Xu Hao (徐浩), que seguia suas ordens. O Imperador Daizong já havia ouvido falar da corrupção de Yuan, mas queria manter um bom relacionamento com ele. Ele pessoalmente instigou Yuan várias vezes a conter seus modos, mas Yuan não conseguia mudar, começando a fazer com que ele perdesse o favor do Imperador Daizong. Em 771, o Imperador Daizong, sem buscar a concordância de Yuan e sem que Yuan soubesse, nomeou o oficial Li Qiyun (李栖筠) como chefe dos censores imperiais. Dizia-se que isso marcou o início da queda do poder de Yuan. De fato, em 773, depois que Li Qiyun acusou vários associados de Yuan - Xu Hao, Xue Yong (薛邕), Du Ji (杜濟) e Yu Shao (于劭) - fazendo com que fossem rebaixados para fora da capital, dizia-se que a corrupção foi um pouco contida na corte.
Enquanto isso, Yuan estava trabalhando em outro projeto militar - propondo que a Prefeitura de Yuan (原州, na moderna Guyuan, Ningxia) - anteriormente território Tang, mas agora em uma terra de ninguém entre Tang e o Império Tibetano, sem ninguém guardando - fosse reconstruída; que as forças de Ma fossem transferidas da Prefeitura de Jing para a Prefeitura de Yuan; e que as forças de Guo fossem transferidas da Prefeitura de Bin para a Prefeitura de Jing; e que esses postos então fossem usados como bases para avanços adicionais contra o Império Tibetano. O Imperador Daizong consultou o general Tian Shen'gong (田神功) sobre este plano, e Tian respondeu: "Lutar e julgar o status dos inimigos é difícil até mesmo para generais experientes. Por que Sua Majestade Imperial ouviria um civil e colocaria as forças de todo o reino sob seu controle?" O Imperador Daizong, portanto, colocou a proposta de Yuan em espera.
Em 777, cansado finalmente da corrupção por parte de Yuan e Wang Jin, o Imperador Daizong planejou secretamente com seu tio, o general Wu Cou (吳湊), eliminar Yuan e Wang. Em 10 de maio, o Imperador Daizong ordenou que Wu prendesse Yuan, Wang e seus associados. Ele então fez com que Liu Yan, então ministro dos assuntos civis do serviço público, e Li Han (李涵), o chefe dos censores imperiais, os interrogassem. Yuan e Wang admitiram sua culpa, e Yuan foi ordenado a cometer suicídio, enquanto Wang foi exilado. Em vez de cometer suicídio, Yuan disse ao executor: "Por favor, deixe-me morrer rapidamente." O executor respondeu: "Chanceler, se você deseja morrer rapidamente, então deve sofrer um pouco de humilhação. Por favor, me perdoe." O executor tirou suas meias e as colocou na boca de Yuan, e então o executou. A esposa de Yuan, Senhora Wang, bem como seus filhos Yuan Bohe (元伯和), Yuan Zhongwu (元仲武) e Yuan Ji'neng (元季能), foram todos executados. Seus túmulos familiares e templos foram destruídos, e seus bens foram confiscados. Dizia-se que Yuan possuía grandes estoques de pimenta (então uma especiaria extremamente cara) além de ouro, prata e outros tesouros. Apenas sua filha Yuan Zhenyi (元真一), então já uma freira budista, foi poupada, mas foi confiscada para servir no palácio. (Ela não foi informada do destino de seu pai e só descobriu durante o reinado do filho e sucessor do Imperador Daizong, Imperador Dezong.) Um grande número de associados de Yuan, incluindo Yang Yan (que Yuan havia promovido como um potencial sucessor), Han Hui (韓洄), Bao Ji (包佶) e Han Hui (韓會), foram rebaixados. O título de Yuan foi promovido a Duque de Yingchuan em algum momento antes de sua morte.
Após a morte do Imperador Daizong em 778 e sua sucessão pelo Imperador Dezong, este último lembrou-se de que Yuan estava envolvido em sua nomeação como príncipe herdeiro. Em 784, ele restaurou postumamente os títulos e cargos de Yuan e permitiu que ele fosse sepultado corretamente. Os subordinados de Yuan, Xu Chu (許初), Yang Jiao (楊皎) e Ji Tao (紀慆), pagaram do próprio bolso para enterrar novamente Yuan. Yuan também recebeu o nome póstumo de Huang (荒, significando "realizador de atos ilegais"), posteriormente alterado para o ligeiramente menos pejorativo Chengzong (成縱, significando "bem-sucedido, mas não virtuoso"). Durante o reinado do Imperador Wenzong da Dinastia Tang, um oficial chamado Yan Houben (嚴厚本) sugeriu que o nome póstumo de Yuan fosse alterado para Zhong (significando "leal"), insistindo que, apesar de sua grande corrupção, Yuan tinha o grande feito de proteger o Imperador Dezong quando ele era o Príncipe Herdeiro do Imperador Daizong; e sua sugestão foi aprovada.